# Чернышёв, Николай Андреевич
Николай Андреевич Чернышёв (19 декабря 1923, с. Усятское, Бийский уезд, Алтайская губерния, РСФСР — 22 января 2017, Бийск, Алтайский край, Российская Федерация) — участник Великой Отечественной войны, наводчик 82-миллиметрового миномета минометной роты 1052-го стрелкового полка 301-й стрелковой дивизии ордена Суворова 2-й степени дивизии 9-го Краснознамённого стрелкового корпуса 5-й ударной армии 1-го Белорусского фронта, полный кавалер ордена Славы.

## Биография
Окончил 7 классов. С января 1942 года в Красной Армии. В боях Великой Отечественной войны с апреля 1942 года.
Наводчик 82-миллиметрового миномёта миномётной роты 1052-го стрелкового полка младший сержант Николай Чернышёв 25 августа 1944 года у села Ганчешты точным огнём подавил пулемётную точку. При отражении вражеской контратаки из личного оружия сразил трёх пехотинцев.
Приказом по 310-й стрелковой дивизии от 5 сентября 1944 года за мужество и отвагу, проявленные в боях был награждён орденом Славы 3-й степени. 14 января 1945 года при прорыве укрепленной обороны противника у польского села Звышкув из миномета ликвидировал два вражеских пулемёта. 15 января 1945 у польского села Макрынка подавил пулемёт и 75-миллиметровое орудие, сразил несколько противников.
Приказом по 5-й ударной армии от 18 февраля 1945 года за мужество и отвагу проявленные в боях был награждён орденом Славы 2-й степени.
17 апреля 1945 года юго-западнее германского города Ной-Хорденберг отражении контратаки вражеской пехоты и танков, а также 23 апреля 1945 года при форсировании реки Шпре в пригороде Берлина из миномёта накрыл две противотанковые пушки, до десяти фаустников, подавил около десяти огневых точек и уничтожил большое количество автоматчиков.
Указом Президиума Верховного Совета СССР от 15 мая 1946 года за образцовое выполнение заданий командования в боях с немецко-вражескими захватчиками младший сержант Чернышёв Николай Андреевич награждён орденом Славы 1-й степени, став полным кавалером ордена Славы.
В 1947 году в звании старшины уволен в запас. Вернулся на Алтай. Жил в городе Бийске. Член КПСС с 1965 года.
Работал в геологоразведочной партии, в Алтайском научно-исследовательском институте химических технологий (ныне ФНПЦ «Алтай»). В 1966 году к боевым наградам прибавился орден Трудового Красного Знамени. После ухода на пенсию Н. А. Чернышёв продолжал работать на «Сибприбормаше». 16 апреля 1986 года постановлением Бийского ГК КПСС и исполкома городского Совета народных депутатов ему было присвоено звание «Почётный гражданин города Бийска».

## Награды и звания
Награждён орденами Отечественной войны I степени, Трудового Красного Знамени, Славы трёх степеней, медалями.